# Star Soldier: Vanishing Earth
Star Soldier: Vanishing Earth (スターソルジャー バニシングアース Sutā sorujā Banishingu āsu?) es un videojuego de matamarcianos futurista con scroll vertical lanzado en 1998 para arcade y para la Nintendo 64. Fue desarrollado por Hudson Soft y es parte de la saga Star Soldier. La versión de Nintendo 64 fue publicada en Norteamérica por Electro Brain, mientras que la versión para arcades fue lanzada por Seta en su placa Aleck 64 basada en el hardware de Nintendo 64.